# La Principal de Llagostera
La Principal de Llagostera fou una cobla creada l'any 1872 a Llagostera amb el nom de La Principal. Després d'uns anys d'inactivitat va iniciar una nova etapa el 1920, i una de tercera després de la guerra civil, fins que es va dissoldre definitivament a la dècada del 1980.

## Primera etapa
A la segona meitat del XIX la indústria del suro va incidir positivament en el desenvolupament econòmic de Llagostera, fet que va motivar permetre a la població desenvolupar les seves capacitats artístiques. En aquest context es fundà la cobla orquestra La Principal de Llagostera, que ben aviat es va destacar més enllà de l'àmbit local. El 1888 va obtenir el tercer premi a un concurs de cobles de la ciutat de Barcelona on van tocar la sardana de Pep Ventura Toc d'oració i a partir d'aquest fet van començar a participar activament en els balls i les festes més destacades de Llagostera i poblacions veïnes.
L'afició musical al municipi creixia. Per això, a finals del segle xix la cobla es va escindir en dos i Martí Llosent i Capellà, conegut com l'Avi Andarín, va fundar una nova formació musical coneguda amb el nom de La Moderna Llagosterense. A partir del 1914, amb motiu de la paralització de les exportacions per la primera guerra mundial, la formació es va estancar, els músics tenien dificultats per guanyar-se la vida i alguns van marxar a altres comarques, cosa que va provocar que la Principal deixés de tocar, mentre que La Moderna seguia com podia.

## Segona etapa
Als anys vint es van fusionar La Moderna i La Principal en una de sola formació, que prendria per nom La Principal de Llagostera. Al meitat de la dècada dels anys vint una figura clau va ser Josep Aguiló i Blasco, que arribaria a compondre un gran nombre de sardanes com Cel rogent, Les ninetes de la Selva o Simpàtica saltadora.
A la segona etapa la cobla assajava a la sala de ball del Casino Llagosterenc o, si estava ple, a la fàbrica de taps de Narcís Nohé, un dels músics històrics de la formació. L'agenda d'actuacions de la cobla orquestra estava marcada pels aplecs de Panedes, de Sant Grau i de Sant Llorenç, tots ells de Llagostera. Però també actuaren a poblacions del Rosselló i la Catalunya Nord. A les poblacions petites, les actuacions solien durar més d'un dia. D'aquesta manera era habitual que després d'acompanyar a les autoritats municipals a l'ofici religiós toquessin una sardana i havent dinat fessin una audició de sis sardanes més. Després encara havien de fer el ball, que començava amb un foxtrot i seguia amb un pasdoble, un pericó, un vals, un twist i altres propostes musicals. Al vespre, una serenata de dues o tres peces o un concert una mica més ampli i finalment el ball de nit.

## Tercera etapa
Més endavant, amb la guerra civil, hi hagué una segona gran crisi perquè els músics joves, ensenyats, marxaven cap a altres orquestres. Cap al final de la dècada dels anys quaranta, una figura clau per a sortir de la crisi va ser Martí Llosent i Vendrell. Després d'estudiar harmonia, composició i direcció d'orquestra fou l'artífex de la renovació de la cobla juntament amb el seu pare, Sebastià Llosent, amb Enric Duran i els Gumà, pare i fill. La cobla es va anar renovant perquè els músics més destacats emigraven cap a La Selvatana de Cassà o La Principal de la Bisbal i això obligava a buscar músics joves que es formaven en bona part sota les ensenyances de Martí Llosent i Vendrell. Al començament de la dècada dels anys cinquanta joves d'altres poblacions també anaven a les classes de Martí Llosent i Vendrell com Fèlix Horcajo i Josep Alsina de Cassà de la Selva i Jaume Burjachs de Vidreres. A l'última etapa la cobla s'especialitzà en les audicions de sardanes.

## Músics destacats
L'Avi Andarin, o Martí Llosent i Capellà, tocava la flauta, el flautí i el flabiol. Amb la seva creació de La Moderna Llagosterense inicià la nissaga de músics dels Llosent, formada en una primera generació pels seus fills Joan (tenora, saxo i clarinet) i Sebastià Llosent i Johera (fiscorn i violí). Després la prosseguiren els fills respectius d'aquests, Martí Llosent i Molà (clarinet, flauta travessera i tenora) i Martí Llosent i Vendrell (piano, violí, flabiol, trombó, compositor, solfeig i violí).
A la cobla hi van destacar altres músics com Josep Masó i Quer (L'Armentera, 1925-1991), Josep Aguiló i Blasco (Tarragona, 1888-1958), Florentí Jovanet Vitori (Vidreres 1872-Llagostera 1926) Enric Duran i Collell, Martí Camós i Segura i Pere Mercader i Andreu (L'Escala 1885-1969), també conegut per Joan Calders, que hi va estar del 1942 fins que es va jubilar, el 1950.